# Stevenage District
 Stevenage District  är ett distrikt (motsvarande kommun) i grevskapet Hertfordshire i England, Storbritannien. Distriktet har 89 737 invånare (2022). Det består av staden Stevenage.